# Семаки (Кировская область)
Семаки — деревня в Слободском районе Кировской области в составе Шиховского сельского поселения.

## География
Находится на расстоянии примерно 6 км на восток-северо-восток от Нового моста через Вятку в городе Киров. 

## История
Известна с 1670 года как деревня Панки Сунцова да Кормашки Трушкова или Ивановская Прозорова с 1 двором, в 1764 году деревня Пашки Сунцова с 23 жителями, входила в вотчины Вятского архиерея. В 1873 году деревня Пашки Сунцова или Семаки (позже Семаки 1-е), где дворов 15 и жителей 121, в 1905 23 и 135, в 1926 30 и 155, в 1950 54 и 226. В 1989 оставалось 66 жителей. Настоящее название утвердилось с 1939 года. Территория деревни последние годы быстро разрастается за счет индивидуального жилищного строительства.

## Население
Постоянное население  составляло 60 человек (русские 92%) в 2002 году, 72 в 2010.